# Berlinghiero Gessi

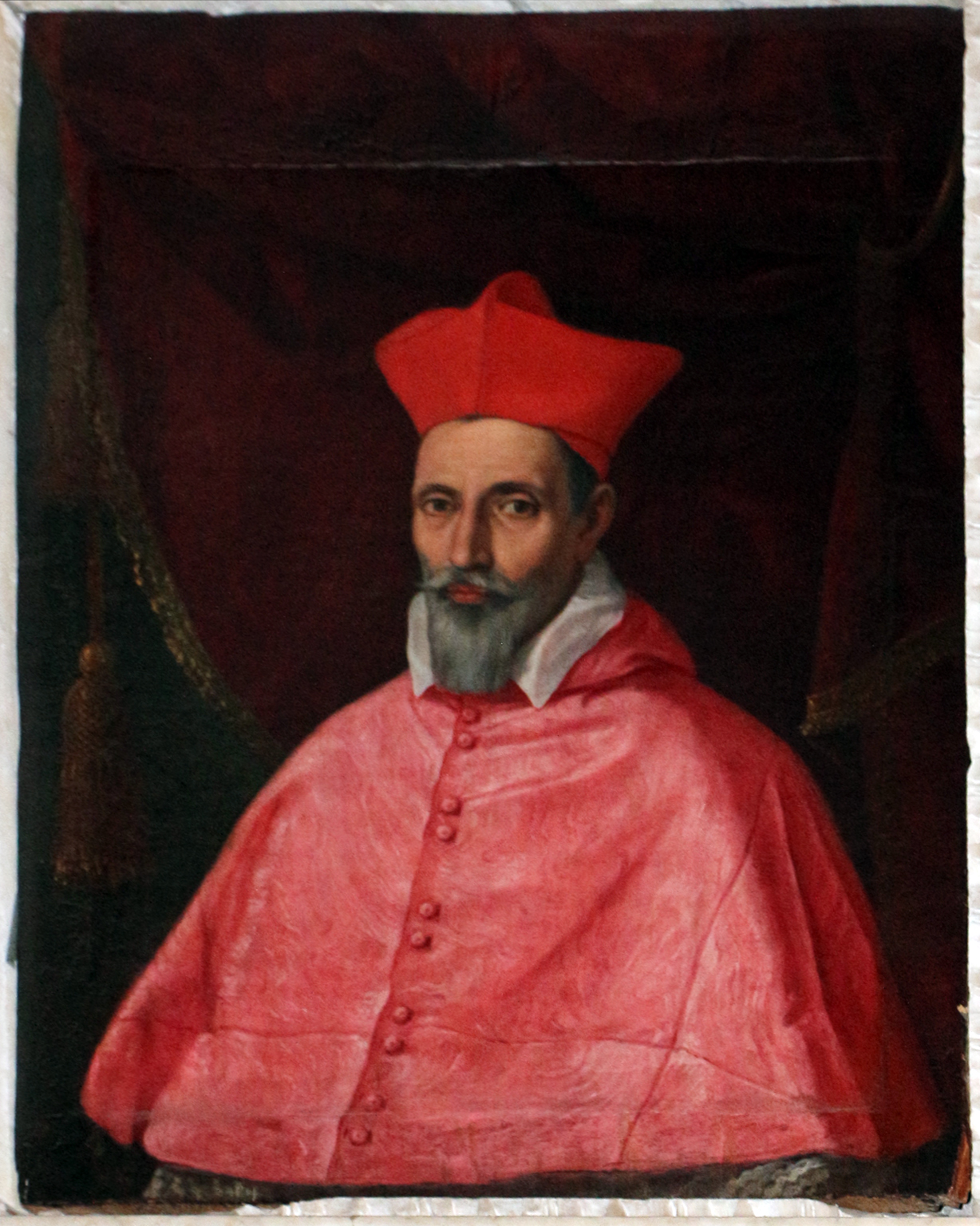
Berlinghiero Kardinal Gessi – Gemälde von Guido Reni in der Kirche Santa Maria della Vittoria (Rom) (1. Hälfte 17. Jhd.)

Kardinalswappen (modernes Schema)

Berlinghiero Gessi (* 28. Oktober 1563 in Bologna; † 6. April 1639 in Rom) war ein italienischer Bischof und Kardinal der Römischen Kirche.

## Biografie
Gessi wurde am 28. Oktober 1563 in Bologna als Sohn von Giulio Cesare Gessi, Doktor der Philosophie und Medizin, und Valeria Segni geboren. Er war ein Verwandter von Papst Gregor XIII. Er studierte an der Universität Bologna, wo er 1583 (im Alter von 20 Jahren) mit einem Doktorat in utroque iure abschloss. Später ging er nach Rom, um seinem Onkel, der Syndikus der Sacra Romana Rota war, in seiner Anwaltskanzlei zu helfen. 1589 kehrte er nach Bologna zurück, um eine Stelle als Professor für Rechtswissenschaften an seiner Alma Mater zu übernehmen.
1590 ging Gessi nach Rom, um den damaligen Bischof von Rieti, einen anderen Onkel, als Generalvikar bei der Bistumsverwaltung zu unterstützen. Später arbeitete er als Generalvikar von Benevento, 1591 als Generalvikar seiner Heimatstadt Bologna und im darauf folgenden Jahr als Dompropst des Kathedralkapitels derselben Stadt.
1594 kehrte er nach Rom zurück und wurde Referendar der Tribunali della Segnatura Apostolica di Giustizia e di Grazia und zum Sekretär der Sacra Consulta ernannt. 1599 wurde er von Kardinal Girolamo Rusticucci, dem Generalvikar und Vize-Regenten von Rom in den Jahren zwischen 1600 und 1607, zum zivilen Statthalter ernannt.
Am 13. November 1606 wurde Gessi zum Bischof von Rimini gewählt und sechs Tage später in der Sixtinischen Kapelle von Kardinal Antonio Sauli, ebenfalls einst Student an der Universität von Bologna, geweiht. Im folgenden Jahr wurde er zum Nuntius in Venedig ernannt, eine Position, die er bis 1618 innehatte. Während seiner Amtszeit als Nuntius waren die Beziehungen zwischen Rom und Venedig angespannt. Gessi riet zu einem vorsichtigen Vorgehen in Fragen, die für die Venezianer von besonderer Bedeutung sind, wie z. B. die Verteilung der Vergünstigungen. Die Warnungen wurden beherzigt, und die Beziehung wurde ohne große Konflikte fortgesetzt.
Im Jahr 1618 wurde er selbst zum Gouverneur von Rom ernannt, aber 1619 war er nach einer schweren Gicht gezwungen, seine Diözese aufzugeben. Im Jahr 1621 wurde er schließlich als Gouverneur bestätigt, eine Position, die er bis 1623 innehatte.
Am 28. Juni 1623 starb Federico Ubaldo, der einzige Erbe des Herzogs von Urbino Francesco Maria II. della Rovere, an Epilepsie. Am 20. Dezember 1624 übertrug der Herzog, alle Lehen von Rovere an Papst Urban VIII. Der Papst setzte bis 1627 Gessi als Verwalter und apostolischen Gouverneur ein, während der Neffe des Papstes, Taddeo Barberini, die Kontrolle über die Einnahmen des Herzogtums übernahm. Das Gebiet fiel schließlich zur Gänze an den Kirchenstaat.
Bevor er zum Gouverneur ernannt wurde, erhob Papst Urban ihn im Konsistorium vom 19. Januar 1626 zum Kardinal und ernannte ihn im folgenden Jahr zum Kardinalpriester der Basilika San Agostino. Er gehörte zu einem engen Kreis, die regelmäßig mit dem Papst zu Abend aßen, obwohl er wegen seines „eher düsteren“ Auftretens bekannt war.
Im Jahr 1633 wurde er zum Präfekten des Tribunale della Segnatura Apostolica di giustizia  ernannt und diente von Januar 1639 bis zu seinem Tod einige Monate später als Camerlengo des Heiligen Kardinalskollegiums. Gessi starb am 6. April 1639 in Rom und wurde in der Kirche Santa Maria sopra Minerva beigesetzt.

## Notizen
1. ↑  „Doktor beider Rechte“ (weltliches und kanonisches Recht)